# Алмаз Хоупа
38°53′27″ пн. ш. 77°01′33″ зх. д. / 38.89094° пн. ш. 77.02573° зх. д.
Алмаз Хоупа — найвідоміший кольоровий (синій)  діамант, вагою 45,52 карата.
Знайдений у Індії, звідки до Європи його привіз Жан-Батист Таверньє у 1642 році. Названий за ім'ям одного з власників — американського банкіра Генрі Пилипа Хоупа.

## Історія і легенди про алмаз Хоупа
З алмазом Хоупа пов'язано легенд більше, ніж з яким-небудь іншим каменем у світі. Крім величини і незвичайного насичено-синього кольору він може «похвалитися» таємниче-містичним статусом «проклятого каменя». Існувало повір'я, неначе всякого, хто заволодіє синім алмазом, буде переслідувати зла доля і нарешті спіткає таємнича смерть. Це підтвердилося лише один раз. Йдеться про  долю Евелін Уолш Маклін, — останньої приватної володарки каменя, ексцентричної і незвичайно багатої пані.
Алмаз Хоупа — великий за розмиром рідкісного сапфіро-синього кольору. Він був найдений в околицях Голконди (Індія) і незабаром став власністю французького купця і мандрівника Жана Батіста Таверньє, який і продав його королю Людовику XIV в 1669 році. Чотири роки після цього камінь огранили в формі серця, отримавши діамант вагою в 69 каратів (а ще пізніше додали йому традиційну форму «подушечки»).
Синій «Алмаз Корони» (саме таку назву отримав цей камінь) був успадкований правнуком і наступником Короля-Сонця, Людовиком XV, який наказав виготувати для нього розкішну оправу (відому нині як «Золоте Руно»). Оскільки Людовік XIV правив дуже довго, аж 72 роки (з 1643 по 1715 ), а Людовік XV — 59 років (з 1715 і до 1774), можна побачити, що горезвісне «прокляття» для цих королів ніяким чином себе не виявило.
У 1792 коштовності французької королівської сім'ї були викрадені і зникли. Можливо, діамант перекочував до двору іспанського монарха, — на картині Гойї, що була написана в 1799 році (портрет іспанської королівської родини), серед коштовностей королеви Луїзи можна ясно побачити великий камінь синього кольору. У будь-якому разі, великий синій діамант з'являється в Лондоні першої чверті XIX ст.

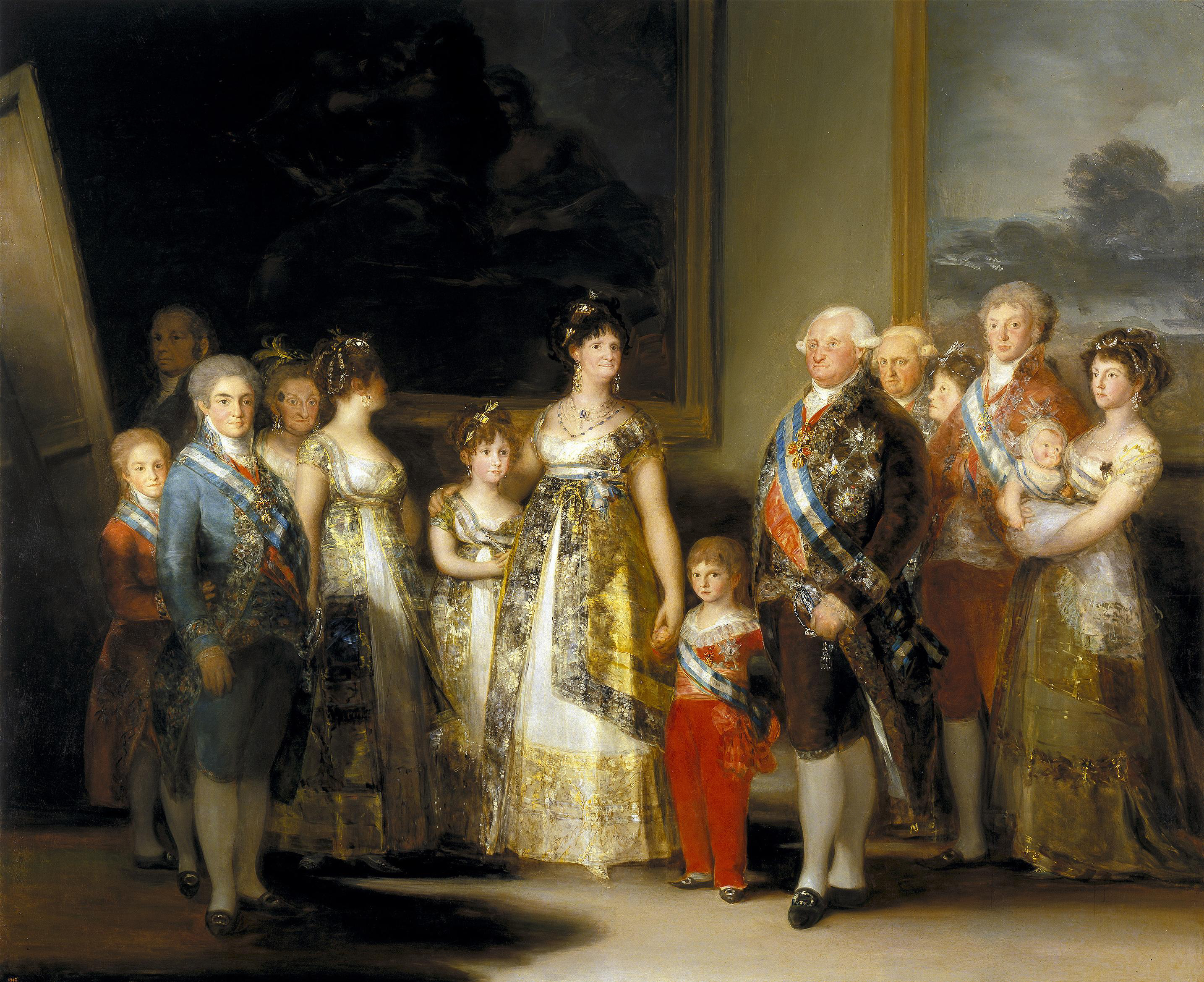
Франсіско Гойя. Портрет родини Карлоса IV

Здається, що його шлях лежав через Амстердам, де, швидше усього, він і набув за допомогою переогранки свою теперішню форму і розмір — 45,52 карата). Тут відбувається щось зловісне: легенда свідчить, що син огранника викрав коштовність, а потім наклав на себе руки, сам же майстер помер від горя. Правда, документів, підтверджуючих правдивість цієї історії, так і не знайдено, відповідно не дійшли до нас і прізвища «жертв діаманта».
Проте достовірно відомо, що камінь був куплений в Лондоні приблизно в 1830 році або трохи раніше. Його новим власником став член сімейства відомих банкірів, аматор і колекціонер діамантів незвичайних забарвлень Генрі Пилип Хоуп. Саме йому діамант зобов'язаний своїм теперішнім ім'ям: алмаз Хоупа. Деякий час камінь переходив в цій родині, як спадщина, поки не попав в руки лорда Генрі Френсиса Хоупа, відомого, як марнотратник. Лорд Хоуп мав намір продати діамант, щоб сплатити численні картярські борги. Потім пішов довгий судовий процес між лордом Хоупом і іншими членами сім'ї, і в 1901 році він отримав дозвіл на продаж коштовності.
Можливо, на самому початку XX століття камінь якийсь час зберігався в скарбниці турецького султана. У 1909 році торговець коштовності по прізвищу Розенау придбав камінь, який згодом був проданий П'єру Карт'є, одному з власників найвідомішої паризької ювелірної фірми. Є припущення, що саме П'єр Картьє вигадав цю страшну історію з «прокляттям», що тяжіє над каменем.
Діамант незабаром купила Евелін Уолш Маклін, відома світська левиця з Вашингтона. Вона уперше побачила його в 1910 році, і спочатку камінь не дуже її зацікавив. Проте, вона повідомила Карт'є, що речі, які приносять власникам тільки нещастя, їй, навпаки, приносять удачу. П'єр Картьє наполягав на купівлі. І ось в тому ж році, вмістивши діамант в центр розкішного кольє, ювелір знову відвідує місіс Маклін і умовляє її взяти коштовність напрокат, щоб блиснути «у світі». Трюк вдався — купівля відбулася.
Нова володарка віднесла діамант в церкву, де священик освятив кольє. Лише потім вона наділа прикрасу, після чого практично не знімала її. Кажуть, що одного разу, коли їй була потрібна хірургічна операція, лікареві довелося вжити все своє красномовство, щоб благати мадам зняти коштовний камінь. Відчайдушно екстравагантна леді частенько носила всі свої коштовності одночасно — особливо під час всякого роду розважальних заходів, які в її житті траплялися чи не щоденно. У ті рідкі моменти, коли діамант Хоупа не прикрашав її груди, він зберігався за задньою панеллю настільного радіоприймача. Говорили також, що місіс Маклін надівала його на шию своєму красеневі датському догу по кличці Майк і навіть давала грати своєму маляткові-сину Джоку — «зубки поточити».
Проте володарку діаманта місіс Маклін переслідували нещастя. Її шлюб з чоловіком-п'яницею закінчився розлученням, а пізніше її чоловік помер в психіатричній лікарні. Брат передчасно помер, а незабаром її старший син, дев'яти років від роду, був насмерть задавлений автомобілем. Останнім ударом для місіс Маклін була смерть єдиної дочки у віці двадцяти п'яти років від передозування якихсь ліків — трапилося це в 1946 році. Ця трагедія підкосила багатостраждальну місіс Маклін, і вона померла рік опісля від запалення легень у віці шістдесяти років. А її внучка, Евелін Маклін, померла у двадцять п'ять років, в 1967 році.
Всі коштовності місіс Маклін заповідала внукам, але незабаром довелося їх продати, щоб сплатити борги. У 1949 році ювелір Гаррі Уїнстон купив всі прикраси місіс Маклін. Він якийсь час виставляв алмаз Хоупа на загальний огляд, збираючи, таким чином, гроші на добродійність, а в 1958 році віддав камінь, за яким міцно закріпилася слава «проклятого», в Смітсонівський інститут.